# L'affaire Moro
L'affaire Moro è un libro dello scrittore siciliano Leonardo Sciascia, pubblicato dalla Sellerio nel 1978.
Costituisce la narrazione a caldo del rapimento di Aldo Moro e delle vicende ad esso collegate.

## Edizioni
- Leonardo Sciascia, L'affaire Moro, Palermo, Sellerio, 1983.
- Leonardo Sciascia, L'affaire Moro, collana Coll. Piccola Biblioteca n.332, Milano, Adelphi, 1994.